# Walter Vollweiler
Walter Vollweiler, né le 17 avril 1912 à Ulm et mort le 22 janvier 1991 à Miami, est un footballeur allemand. Il évolue au poste d'attaquant de la fin des années 1920 à la fin des années 1930.
Après des débuts au SSV Ulm 1846, il fait le reste de sa carrière en France au FC Sète, au Stade rennais UC} et au OFC Charleville.

## Biographie
Originaire du Sud de l'Allemagne, Vollweiler s'illustre d'abord avec son club de Ulm, où il fait ses armes et marque ses premiers buts.
Sa famille étant d'origine juive, il est contraint de s'exiler en 1933 lorsque le NSDAP arrive au pouvoir dans son pays. Il rejoint alors la France, et joue le reste de la saison 1932-1933 au FC Sète.
Quelques mois plus tard, il part pour la Bretagne et rejoint son compatriote Walter Kaiser sur le front de l'attaque du Stade rennais UC. Sa première saison est tonitruante, puisqu'il marque 30 buts en l'espace de 27 rencontres. L'avant-centre est néanmoins coupé dans son élan la saison suivante, puisqu'il se fracture la jambe lors d'un match face au SC Nîmes début novembre. Il ne retrouve les terrains qu'à la fin de l'année 1935. Au total, en l'espace de trois saisons à Rennes (dont une seule complète), Vollweiler marque 44 buts en 50 rencontres disputées.
En 1936, il est transféré à l'OFC Charleville contre la somme importante, à l'époque, de 50 000 francs. À l'aube de la Seconde Guerre mondiale, en 1939, il choisit de s'exiler aux États-Unis où il termine ses jours, reconverti dans la fabrique de lunettes.

## Sources
- Claude Loire, Le Stade rennais, fleuron du football breton, Rennes, Apogée, 1994